# Sam Ku West

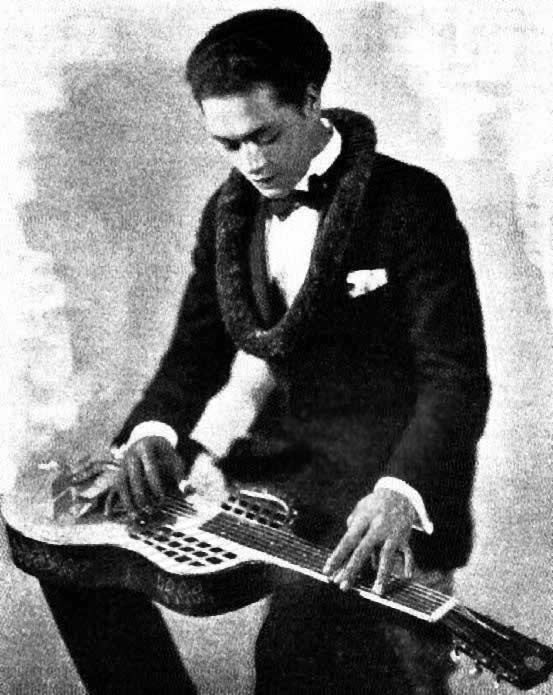
Sam Ku West

Sam Ku West (* 1907 in Honolulu, Hawaii-Territorium als Sam Ku, Jr.; † 1930 in Paris, Frankreich) war ein US-amerikanischer Gitarrist. In seiner kurzen Karriere stieg er zu einem der erfolgreichsten Steel-Gitarristen der Welt auf. Sein Beiname war Kreisler Of The Steel Guitar, welchen er von König Georg V. von Großbritannien während eines Auftrittes in Singapur bekam.

## Leben
Seine professionelle Karriere als Musiker startete Sam Ku 1926 als Künstler der Irene West’s Royal Hawaiians, einer Vaudeville-Show. Dort nahm er auch seinen Künstlernamen Sam Ku West an. Im Juni 1927 reiste er nach New York City, wo er für Vocalion, Banner, Gennett und für RCA Victor bis 1928 insgesamt 27 Titel aufnahm. Mit seiner Band, den Harmony Boys, unternahm er Tourneen über den ganzen Globus, selbst bis nach Asien führten in seine Auftritte. Er trat unter anderem in Hongkong, Shanghai und Manila auf. Diese Tour endete 1930 in Paris.
West hatte danach vor, für Odeon, einer Plattenfirma in Deutschland, Aufnahmen zu machen, jedoch verhinderte eine schwere Krankheit dieses Vorhaben. Sam Ku West starb 1930 in Paris.
Durch Mme Riviere’s Hawaiians, einer Gruppe, mit der er zusammen auf Tournee war, wurde Wests Berühmtheit nach seinem Tod gefestigt.

## Diskografie
| Jahr             | Titel                                 | Anmerkungen                    |
| ---------------- | ------------------------------------- | ------------------------------ |
| Banner Records   |                                       |                                |
| ca. 1926 (?)     | St. Louis Blues / The Memphis Blues   | mit James Kohono               |
| Gennett Records  |                                       |                                |
| 1927             | Farewell Blues / Sweet Georgia Brown  |                                |
| 1927             | Old Joe Clark / Ua Like No Alike      |                                |
| 1927             | Cunha Medley / Cunha Medley           | A-Seite vom Kulani Trio        |
| 1928             | Happy Heinie March / Walalae          |                                |
| 1928             | Aloha Oe / Strange Isles Medley       | B-Seite von den Keole Brothers |
| RCA Victor       |                                       |                                |
| 1928             | Le Ilima / Huehue Huehue              | A-Seite vom Holouha Trio       |
| 1928             | Kawaihua Waltz / Maoani Ke Ala        |                                |
| 1928             | Palolo / Lepe Ulaula                  |                                |
| 1928             | Wang Wang Blues / Stack O’Lee Blues   |                                |
| 1928             | Sunkist Hawaii / Na Le O Hawaii       | B-Seite von Kane’s Hawaiians   |
| 1928             | The Rosary / Old Black Joe            |                                |
| 1928             | Minnehaha / Drowsy Waters             |                                |
| Vocalion Records |                                       |                                |
| 1927             | Someday Sweetheart / Honolulu Blues   |                                |
| 1927             | Hawaiian Hula / Sweet Hawaiian Dreams |                                |